# Homer Plessy
Homer Patrice Adolphe Plessy,  (également orthographié Omer Plessy) né probablement le 17 mars 1863 à La Nouvelle-Orléans dans l'État de la Louisiane et mort le 1er mars 1925, à La Nouvelle-Orléans dans le quartier du Tremé, est un américain créole de Louisiane francophone, principalement connu en raison de sa qualité de plaignant dans l'affaire Plessy v. Ferguson qui a fait l'objet d'un arrêt rendu par la Cour suprême des États-Unis en 1896 légalisant la ségrégation raciale dans les États du Sud.

## Biographie

### Une biographie lacunaire
La biographie de Homer Plessy est lacunaire, du fait que son nom est rendu célèbre par l'arrêt rendu par la Cour suprême des États-Unis concernant la plainte Plessy v. Ferguson. C'est par cette affaire que Homer Plessy, un obscur cordonnier, sort de l'anonymat. En dehors de cette affaire la vie de Homer Plessy aurait été ordinaire sans qu'il y ait eu motif à en parler. D'où la prudence nécessaire quant aux données de sa biographie. Cela commence avec la difficulté à établir avec précision sa date de naissance. Certaines sources ne citent ni sa date de naissance, ni sa date de mort. Dans d'autres sources, il est présumé qu'il serait né aux alentours de l'année 1858, puis sa date de naissance est révisée par sa date de décès indiquée sur sa tombe où il est gravé qu'il est mort à l'age de 63 ans en 1925, donc il serait né en 1862, ou 1863,,,. D'autres sources, ayant retrouvé son acte de naissance disent qu'il serait né le jour de la Saint Patrick de l'année 1863 donc le 17 mars de cette même année, mais dans les destructions des archives et registres liées à la guerre de Sécession, on ne peut clairement affirmer la véracité de cet acte.

### Son ascendance
Le grand père paternel de Homer Plessy est un certain Germain Plessy né à Bordeaux aux environs de l'année 1777. Lui et son frère Dominique Plessy fuyant la révolution haïtienne menée par Toussaint Louverture, débarquent à La Nouvelle Orléans. La date de leur arrivée n'est pas connue, mais les registres de la mairie de La Nouvelle-Orléans font état de Germain Plessy, comme  gérant de l'entreprise « Germain Plessy and Co ». Son nom apparaît également en 1827 dans les archives du tribunal du 1er district judiciaire de la Louisiane pour avoir déposé trois plaintes au civil. Son nom apparaît également dans les archives de la cathédrale Saint-Louis de La Nouvelle-Orléans comme étant un bon parrain.
Germain Plessy vivait avec Catherina Mathieu, cette dernière est une femme de couleur libre née en 1782, fille d'un Français Mathieu Devaux et d’une certaine Agnès, elle aussi une femme de couleur libre. Germain Plessy  et Catherina Mathieu donnent naissance à huit enfants, dont le père de Homer Plessy, Joseph Adolphe Plessy né le 19 mars 1822. Joseph Adolphe Plessy épouse officiellement Rosa Debergue, comme l'atteste son acte de naissance. Elle est née aux alentours de l'année 1835, de Michel Debergue et de Josephine Blanco. Rosa Debergue est une créole de couleur libre. Joseph Adolphe Plessy et Rosa Debergue Plessy sont l'un comme l'autre des francophones et des catholiques.

### Vie privée
Le 14 juillet 1888, Homer Plessy épouse  Louise Bordenave.
Homer Plessy meurt des suites d'une cirrhose et d'athérosclérose, dans le quartier du Tremé de La Nouvelle Orléans comme l'atteste son certificat de décès,.

### L'affaire Plessy v. Ferguson

#### Le contexte

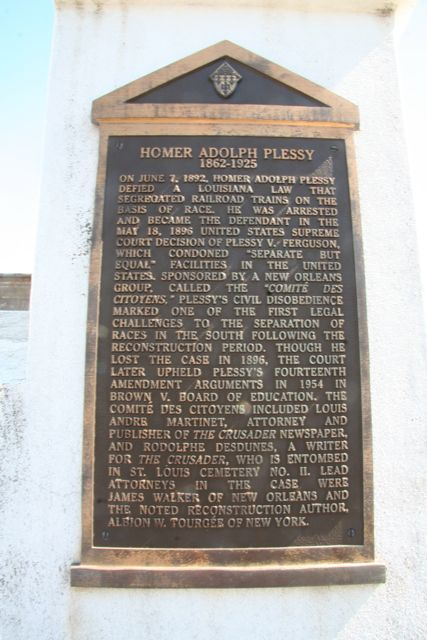
Plaque de bronze sur le côté de la tombe de Plessy à la Nouvelle-Orléans, Louisiane

Homer Plessy fait partie du Comité des Citoyens (en) dirigé par Louis A. Martinet (en) et Alexander A. Mary , un groupe de défense des droits civiques composé d'Afro-Américains, de Blancs et de Créoles de la Louisiane. Ce Comité s'est vigoureusement opposé à la promulgation récente du Separate Car Act, et souhaite en tester la constitutionnalité et pour cela, le Comité fait appel au service d'un avocat Albion Winegar Tourgée,,,.

#### Les faits
En 1892, le Comité des Citoyens demande à Plessy d'accepter de violer la loi de Louisiane sur les voitures séparées qui exigeait la ségrégation raciale dans les trains de voyageurs. Le 7 juin 1892, Plessy, alors âgé de trente ans et ressemblant à un homme blanc par sa couleur de peau et d'autres caractéristiques physiques, achète un billet de première classe sur l'East Louisiana Railroad entre la Nouvelle-Orléans et Covington, le siège de l'actuelle paroisse suburbaine de Tammany. Il est assis dans la voiture passager « réservée aux blancs ». Lorsque le contrôleur vient récupérer son billet, Plessy lui dit qu'il est blanc à 7/8e et qu'il refuse de s'asseoir dans la voiture « réservée aux noirs ». Plessy est immédiatement arrêté par le détective Chris C. Cain, puis incarcéré à la prison de la paroisse d'Orléans et libéré le lendemain avec une caution de 500 $ (corrigé de l'inflation, cela équivaut à la somme de 16 000 $ en 2023),.

#### Le procès auprès du tribunal pénal du district de la  Paroisse de la Nouvelle-Orléans
Le cas de Plessy est entendu par le juge John Howard Ferguson (en) un mois après son arrestation. Ses avocats Albion Tourgée et Samuel F. Phillips (en) ont fait valoir que les droits civiques de Plessy, accordés par les Treizième et Quatorzième amendements de la Constitution américaine, avaient été violés, que les lois ségrégatives sont comme une marque de servitude collée sur le front des gens de couleur, le juge John Howard Ferguson réfute cet argument en s'appuyant sur la décision de la Cour suprême du Massachusetts (en) rendu sur le cas Roberts v. City of Boston (en) qui garantit la constitutionnalité de la ségrégation au sein des établissements scolaires de la ville de Boston au nom du principe equal but separate et par conséquent juge que la Louisiane, en vertu de la loi de l'État, avait le pouvoir de fixer des règles qui réglementaient les activités ferroviaires à l'intérieur de ses frontières,,.

#### L'arrêt rendu par la Cour suprême de Louisiane
La Cour suprême de Louisiane confirme la décision de Ferguson et refuse d'accorder une nouvelle audience. Cependant, elle permet un appel pour une requête en vice de procédure (writ of error). Cette requête est acceptée par la Cour suprême des États-Unis.

#### L'arrêt rendu par la Cour suprême des États-Unis
La Cour suprême des États-Unis est composée de cinq républicains et de quatre démocrates. Majoritairement ils sont conservateurs et ne sont guère enclins à changer l'ordre social. Le 13 avril 1896, les débats autour de l'affaire Plessy v. Ferguson débutent. Albion Tourgée fait valoir que l'État de Louisiane avait violé le Treizième amendement qui accorde la liberté aux esclaves, et le Quatorzième amendement qui stipule qu'« aucun État ne fera ou n'appliquera aucune loi qui abrégera les privilèges ou immunités des citoyens des États-Unis; ni tout État privera toute personne de sa vie, de sa liberté et de ses biens sans procédure régulière. »,,,.
Le 18 mai 1896, le juge Henry Billings Brown (en) rend l'opinion majoritaire en faveur de l'État de Louisiane. L'avis est en partie libellé comme suit : « Le Quatorzième amendement avait sans aucun doute pour but de faire respecter l'égalité absolue des deux races devant la loi, mais dans la nature des choses, il ne pouvait pas avoir pour but d'abolir les distinctions fondées sur la couleur ou d'imposer le social, en distinction de l'égalité politique, ou un mélange des deux races à des conditions insatisfaisantes pour les deux... ».
La seule voie dissidente est celle du juge John Marshall Harlan, un républicain du Kentucky qui réaffirme que la constitution américaine est « indifférente à la couleur de peau » (color blind) et déplore une décision qui ne peut qu'attiser la méfiance des Afro-Africains et maintenir le préjugé de l'infériorité des Noirs auprès des Blancs,,.

#### La fin de la doctrine «séparés mais égaux»
La doctrine « Séparés mais égaux », consacrée par l'arrêt Plessy, est restée valable jusqu'en 1954, date à laquelle elle a été renversée par la décision de la Cour suprême dans l'affaire Brown v. Board of Education, et plus tard complètement prohibée par le Civil Rights Act de 1964. Bien que l'affaire Plessy n'ait pas concerné l'éducation, elle a constitué la base juridique de systèmes scolaires séparés pour les cinquante-huit années suivantes,,.

### La vie de Plessy après le jugement de la Cour suprême
Après la décision de la Cour suprême, Plessy est tombé dans un relatif anonymat. Marié sans enfants, il continue de participer à la vie religieuse et sociale de sa communauté. Il occupe divers emplois tels qu'ouvrier, magasinier, commis, il termine sa vie professionnelle comme collecteur de primes d'assurance pour la People's Life Insurance Company. Il est mort en 1925 à l'âge de 62 ans, à La Nouvelle-Orléans, les sources indiquant qu'il serait mort à Metairie sont probablement liées à une fausse information d'une version de l'article de la Wikipédia anglophone,,. L'annonce de son décès indique « Homer Plessy - le dimanche 1er mars 1925, à 5 h 10, époux bien-aimé de Louise Bordenave ». Il est enterré dans la tombe de la famille Debergue-Blanco au cimetière Saint-Louis de La Nouvelle-Orléans.

## L'héritage historique de Homer Plessy

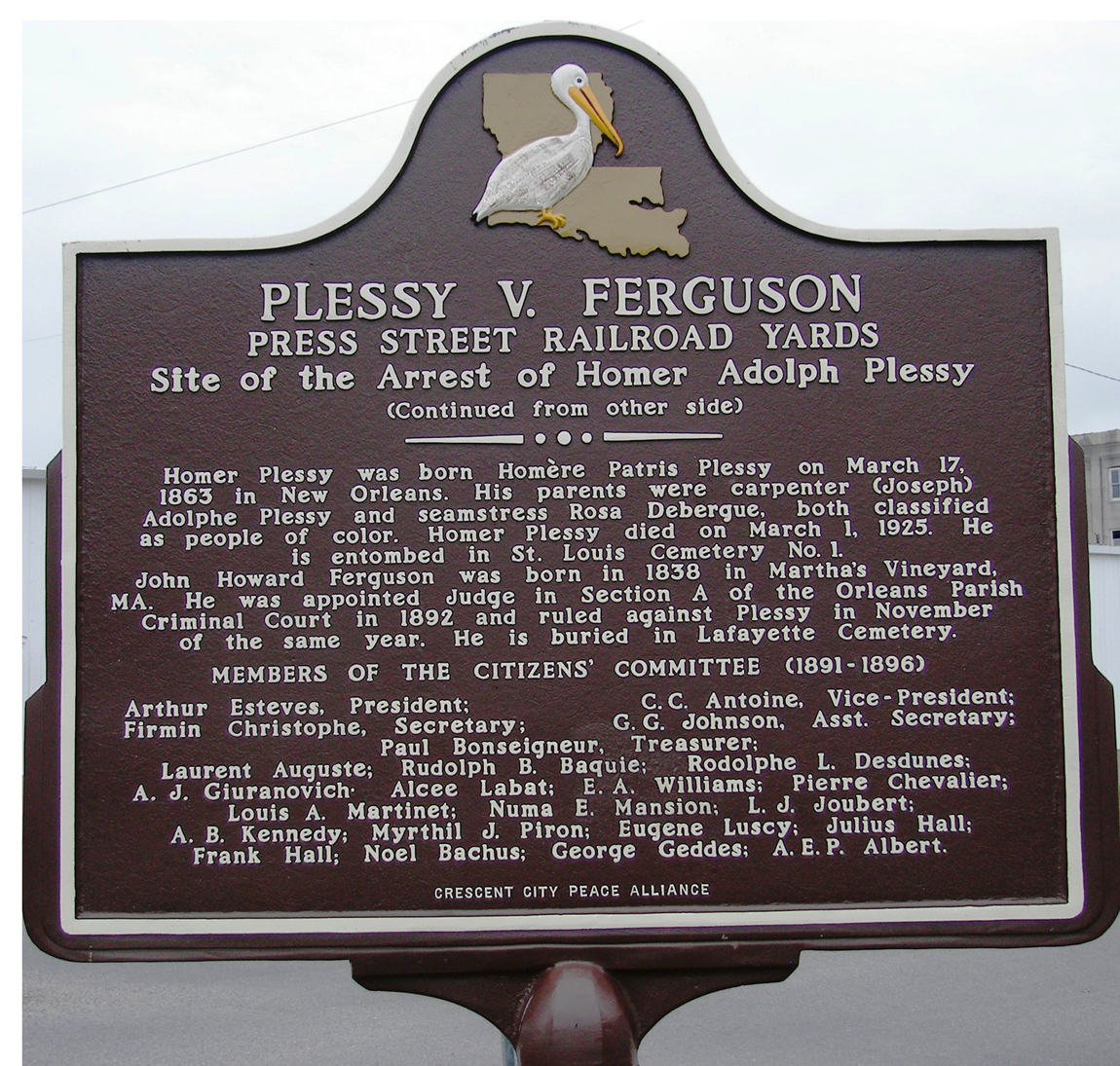
L'arrière de la marque placée le 12 février 2009, rappelant l'arrestation de Homer Plessy pour avoir violé la loi ségrégationniste de l'État.

Le 12 février 2009, la Fondation Plessy & Ferguson de La Nouvelle-Orléans a honoré les succès du mouvement des droits civiques en participant à la pose d'une marque historique (Historical Marker) à l'angle des rues Press et Royal, site de l'arrestation d'Homer Plessy à la Nouvelle-Orléans en 1892 .
Le 10 février 2009, Keith Plessy et Phoebe Ferguson, descendants des deux principaux intervenants des deux côtés de la Cour suprême, sont apparus ensemble sur la chaîne de télévision WLTV à la Nouvelle-Orléans . Ils ont annoncé la création de la Fondation Plessy & Ferguson pour l'éducation, la préservation et la sensibilisation. La fondation travaillera à créer de nouvelles façons d'enseigner l'histoire des droits civils à travers le cinéma, l'art et les programmes publics conçus pour faire comprendre ce cas historique et ses effets sur la conscience américaine. Keith Plessy et Phoebe Ferguson sont aussi apparus ensemble sur le site des voies ferrées de la Nouvelle-Orléans où Homer Plessy s'était vu refuser un siège.

## La réhabilitation de Homer Plessy
Le 5 janvier 2022, le Gouverneur de la Louisiane, John Bel Edwards réhabilite la mémoire de Homer Plessy par une amnistie posthume, annulant ainsi sa condamnation pour violation du Separate Car Act, en rappelant la justesse de son combat contre la ségrégation. La cérémonie s'est déroulée en la présence des descendants d'Homer Plessy et du juge John Howard Ferguson (en), d'élus, et d'universitaires,,.

## Confusion de photos
Les photos de PBS Pinchback sont souvent décrites à tort comme des photos de Homer Plessy. Aucune photo de Plessy n'est connue, ni authentifiée comme telle.

## Pour approfondir

#### Notices dans des encyclopédies et des manuels de références
- (en-US) Rayford W. Logan (dir.), Dictionary of American Negro Biography, New York, W W Norton & Co Inc., 1er février 1983, 680 p. (ISBN 9780393015133, lire en ligne), p. 497-498.
- (en-US) John W. Johnson (dir.), Historic U.S. Court Cases : An Encyclopedia, vol. 2 : Race, Gender, Sexual Orientation and Disability, New York, Routledge (réimpr. 2001) (1re éd. 1992), 1093 p. (ISBN 9780415930192, lire en ligne), p. 624-628,
- (en-US) Maureen Harrison (dir.), Landmark Decisions of the United States Supreme Court IV, La Jolla, Californie, Excellent Books (réimpr. 2011) (1re éd. 1994), 228 p. (ISBN 9780962801471, lire en ligne), p. 75-104. ,
- (en-US) Shelley Fisher Fishkin & David Bradley (dir.), Encyclopaedia of Civil Rights in America, vol. 2 : Equal Rights Amendment--Presidency, U.S, Armonk, état de New York, Sharpe Reference / Routledge, 31 octobre 1997, 721 p. (ISBN 9780765680006, lire en ligne), p. 686-687,
- (en-US) John A. Garraty (dir.), American National Biography, vol. 17 : Park - Pushmataha, New York, Oxford University Press, USA, 1er janvier 1999, 952 p. (ISBN 9780195127966, lire en ligne), p. 595-596. ,
- (en-US) Paul Finkelman & Melvin I. Urofsky (dir.), Landmark Decisions of the United States Supreme Court, Washington, district de Columbia, CQ Press, 1er mai 2002, 695 p. (ISBN 9781568027203, lire en ligne), p. 114-115,
- (en-US) Colin A. Palmer (dir.), Encyclopedia Of African American Culture And History : The Black Experience In The Americas, vol. 4 : M-P, Detroit, Michigan, Macmillan Reference USA, 16 décembre 2005, 1877 p. (ISBN 9780028658162, lire en ligne), p. 1786-1787,
- (en-US) Otis H. Stephens Jr. (dir.), Encyclopedia of American Civil Rights and Liberties, vol. 2 : H-R, Westport, Connecticut, Greenwood Press, 30 septembre 2006, 903 p. (ISBN 9780313327582, lire en ligne), p. 734-735,
- (en-US) Henry Louis Gates Jr.& Evelyn Brooks Higginbotham (dir.), African American National Biography, vol. 6 : Moore, Lenny-Romain, New York, Oxford University Press, USA, 18 février 2008, 688 p. (ISBN 9780195160192, lire en ligne), p. 372-373. ,
- (en-US) Paul Finkelman (dir.), Encyclopedia of African American History, 1896 to the Present : From the Age of Segregation to the Twenty-First Century, vol. 4 : O-T, New York, Oxford University Press, USA, 2 février 2009, 509 p. (ISBN 9780195167795, lire en ligne), p. 90-91,
- (en-US) U.S. Court Cases, Pasadena, Californie, Salem Press, 13 août 2010, 891 p. (ISBN 9781587656729, lire en ligne), p. 835-840. ,
- (en-US) Patrick L. Mason (dir.), Encyclopedia of Race and Racism, vol. 3 : J-R, Detroit, Michigan, MacMillan Reference Library, 28 février 2013, 517 p. (ISBN 9780028661773, lire en ligne), p. 321-324,

#### Essais sur l'affaire Plessy v. Ferguson
- (en-US) Charles A. Lofgren, The Plessy Case : A Legal-Historical Interpretation, New York, Oxford University Press, USA, 5 mars 1987, 279 p. (ISBN 9780195038521, lire en ligne). ,
- (en-US) Brook Thomas, Plessy v. Ferguson : A Brief History with Documents, Boston, Massachusetts, Bedford/St. Martin's, 15 juillet 1996, 228 p. (ISBN 9780312137434, lire en ligne),
- (en-US) Harvey Fireside, Plessy V. Ferguson: Separate But Equal?, Springfield, New Jersey, Enslow Publishers, 1er juillet 1997, 136 p. (ISBN 9780894908606, lire en ligne),
- (en-US) Nathan Aaseng, Plessy vs. Ferguson : Separate But Equal, San Diego, Californie, Lucent Books, 1er juin 2003, 118 p. (ISBN 9781590182680, lire en ligne),
- (en-US) Keith Weldon Medley, We As Freemen : Plessy v. Ferguson, Gretna, Louisiane, Pelican Publishing Company, 28 avril 2003, 252 p. (ISBN 9781589801202, lire en ligne). ,
- (en-US) Harvey Fireside, Separate and Unequal: Homer Plessy and the Supreme Court Decision that Legalized Racism, New York, Carroll & Graf, 10 décembre 2003, rééd. 10 janvier 2005, 428 p. (ISBN 9780786714902, lire en ligne),
- (en-US) Wayne Anderson, Plessy v. Ferguson : Legalizing Segregation, New York, Rosen Publishing Group, 1er août 2003, 72 p. (ISBN 9781435836471, lire en ligne),
- (en-US) Mark Emory Elliott, Color-Blind Justice: Albion Tourgée and the Quest for Racial Equality from the Civil War to Plessy v. Ferguson, New York, Oxford University Press, 1er janvier 2006, 408 p. (ISBN 9780195181395, lire en ligne),
- (en-US) Tim McNeese, Plessy v. Ferguson : Separate But Equal, New York, Chelsea House Publications, 1er novembre 2006, 144 p. (ISBN 9780791092378, lire en ligne),
- (en-US) Amos Esty, Plessy v. Ferguson, Greensboro, Caroline du Nord, Morgan Reynolds Publishing, 26 juillet 2011, 120 p. (ISBN 9781599351827, lire en ligne),
- (en-US) Williamjames Hull Hoffer, Plessy v. Ferguson : Race and Inequality in Jim Crow America, Lawrence, Kansas, University Press of Kansas, 16 avril 2012, 242 p. (ISBN 9780700618460, lire en ligne),
- (en-US) Thomas J. Davis, Plessy v. Ferguson, Santa Barbara, Californie, Greenwood, 19 juillet 2012, 272 p. (ISBN 9780313391873, lire en ligne),
- (en-US) David Cates, Plessy v. Ferguson : Segregation and the Separate But Equal Policy, Minneapolis, Minnesota, Abdo Publishing Company, 1er septembre 2012, 168 p. (ISBN 9781617834752, lire en ligne),
- (en-US) Laurie Collier Hillstrom, Plessy v. Ferguson, Detroit, Michigan, Omnigraphics, 1er août 2013, 256 p. (ISBN 9780780813298, lire en ligne),
- (en-US) Don Rauf & Harvey Fireside, Separate But Equal : Plessy v. Ferguson, coll. « US Supreme Court Landmark Cases », 30 décembre 2016, 136 p. (ISBN 9780766084353, lire en ligne),

#### Articles
- (en-US) Harry E. Groves, « Separate but Equal--The Doctrine of Plessy v. Ferguson », Phylon (1940-1956), Vol. 12, No. 1,‎ 1951, p. 66-72 (7 pages) (lire en ligne ). ,
- (en-US) Richard A. Maidment, « Plessy v. Ferguson Re-Examined », Journal of American Studies, Vol. 7, No. 2,‎ août 1973, p. 125-132 (8 pages) (lire en ligne),
- (en-US) David W. Bishop, « Plessy V. Ferguson: A Reinterpretation », The Journal of Negro History, Vol. 62, No. 2,‎ avril 1977, p. 125-133 (9 pages) (lire en ligne). ,
- (en-US) Brook Thomas, « Constitutional Literacy: Plessy and Brown in the Writing Class », College English, Vol. 58, No. 6,‎ octobre 1996, p. 637-653 (17 pages) (lire en ligne),
- (en-US) Bernard R. Boxill, « Washington, Du Bois and "Plessy V. Ferguson" », Law and Philosophy, Vol. 16, No. 3,‎ mai 1997, p. 299-330 (32 pages) (lire en ligne),
- (en-US) Mark Golub, « Plessy as "Passing": Judicial Responses to Ambiguously Raced Bodies in Plessy v. Ferguson », Law & Society Review, Vol. 39, No. 3,‎ septembre 2005, p. 563-600 (38 pages) (lire en ligne),
- (en-US) Rebecca J. Scott, « Public Rights, Social Equality, and the Conceptual Roots of the Plessy Challenge », Michigan Law Review, Vol. 106, No. 5,‎ mars 2008, p. 777-804 (28 pages) (lire en ligne),